# Jati Baru (Bunga Raya)
Jati Baru is een bestuurslaag in het regentschap Siak van de provincie Riau, Indonesië. Jati Baru telt 3383 inwoners (volkstelling 2010).